# ناحیه برونسون، میشیگان
ناحیه برونسون (به انگلیسی: Bronson Township) یک منطقهٔ مسکونی در ایالات متحده آمریکا است که در شهرستان برنچ، میشیگان واقع شده‌است.
 ناحیه برونسون ۹۰٫۰ کیلومتر مربع مساحت و ۱٬۳۴۹ نفر جمعیت دارد و ۲۷۹ متر بالاتر از سطح دریا واقع شده‌است.